# Radovan Zogović
Radovan Zogović (crnogor. ćiril. Радован Зоговић 19. kolovoza 1907. – 5. siječnja 1986.) crnogorski pjesnik. 
Rođen u selu Mašnici u Gornjem Polimlju (Andrijevica). Gimnaziju je pohađao u Beranama, Peći i Tetovu, a filozofiju diplomirao na fakultetu u Skoplju. Tijekom studentskih dana upoznaje se s marksističkom literaturom, ulazi u radnički pokret i postaje komunist.
1930-ih je, skupa s Milovanom Đilasom, ispred KPJ jedan od glavnih protagonista polemičkoga sukoba s Miroslavom Krležom ("sukob na književnoj ljevici") oko diskursa i estetike suvremene književnosti.
Nakon 1948. svojevoljno se, kao uvjereni marksist i sa simpatijama spram SSSR-a, povukao s visokih dužnosti u Drugoj Jugoslaviji.
Početkom 1960-ih Krleža je, nakon dva desteljeća njegove stigmatizacije, prvi tiskao njegovu poeziju.
Zogović se, retrospektivno, smatra jednim od najvećih crnogorskih književnika 20. stoljeća.
U Podgorici je 2009. tiskan Spornik, prvi izbor Zogovićeve poezije nakon njegove smrti, koji je priredio Borislav Jovanović.